# Мюшкапат
Мюшкапат (азерб. Müşkapat) — село в Кендхурдском сельском административно-территориальном округе Ходжавендского района Азербайджана.

## Этимология
В XIX веке часть населения села переселилось сюда из провинции Муш (Турция) после вхождения Карабахского ханства в состав Российской империи. Село также могло записываться в документах и произноситься как Мейкапат, Мджкапат, Мшушапат, Мускапат, Мускабад, Мюшкабат.
Название села объясняется тем, что оно расположено на высокогорном плато, покрытом каменистыми холмами, бо́льшую часть года покрытыми туманом (арм. Մուշ — «туман»), или же от слова мускус (арм. մուշկ — «мушк»).

## География
Село Мюшкапат входит в состав Кендхурдского сельского административно-территориального округа Ходжавендского района, при этом в состав этого сельского административно-территориального округа входит также и село Кендхурд, которое является центром этого сельского административно-территориального округа. Село расположено на высоте 1000 м над уровнем моря, в 15 км от райцентра Ходжавенд и в 37 км от Ханкенди. Граничит с сёлами Киш на востоке, Арпадюзю на юго-западе и Кендхурд на западе. Имеет площадь 1462,0 га, из них 825,35 га сельскохозяйственные, 564,01 га лесные угодья. Река Хонашен протекает через пограничную зону села. В селе разнообразен растительный и животный мир.

## История
Точных сведений об основании села нет, его датируют в VII—VIII вв.
В X—XVI вв. Мюшкапат входил в состав провинции Мьюс-Абанд Хаченского княжества, а в XVI—XVIII вв. входил в состав Варандинского магала, который с 18 века входил в состав Карабахского ханства.
В составе Российской империи входило в состав Шушинского уезда Елизаветпольской губернии.
Епископ Армянской Апостольской церкви Макар Бархударянц пишет об этом селе, указывая название Мджкапат:
— «Жители коренные, дымов — 83, душ — 827. церковь Св. Богородицы».
По решению ЦК комсомола Азербайджана лейтенант Аркадий Иванович Низов был направлен преподавать русский язык в армянскую школу в село Мушкапат. Он успел поработать там всего один год, так как в январе 1940 года уже был призван в ряды Красной армии.
В годы Великой Отечественной войны из села на войну ушли 250 сельчан, 128 из них не вернулись.
В советский период это село входило в состав Кендхурдского сельсовета Мартунинского района Нагорно-Карабахской автономной области (НКАО) Азербайджанской ССР.
2 сентября 1991 года на совместной сессии Нагорно-Карабахского областного и Шаумяновского районного Советов народных депутатов была принята Декларация о провозглашении Нагорно-Карабахской Республики в границах Нагорно-Карабахской автономной области (НКАО) и сопредельного Шаумяновского района Азербайджанской ССР.
26 ноября 1991 года Верховный Совет Азербайджанский Республики принял Закон "Об упразднении Нагорно-Карабахской автономной области Азербайджанской Республики". В этом Законе помимо упразднения Нагорно-Карабахской Автономной Области (НКАО), было постановлено в том числе также и переименование Мартунинского района в Ходжаведский. В настоящее время село Мюшкапат входит в состав Кендхурдского сельского административно-территориального округа Ходжавендского района Азербайджана.
В ходе Карабахского конфликта село в начале 1990-х годов село перешло под контроль непризнанной Нагорно-Карабахской Республики (НКР). Согласно административно-территориальному делению непризнанной республики село стало входить в состав Мартунинского района НКР и продолжало называться Мушкапат (арм. Մուշկապատ). В июне 1991 года председатель села Шахмурад Григорян вместе с группой односельчан был взят в заложники азербайджанскими ОМОН-овцами, позже был освобождён.
В 2011 году село посетил президент непризнанной НКР Бако Саакян.
В 2015 году был построен общественный центр.
Согласно Трёхстороннему Заявлению в ночь с 9 по 10 ноября 2020 года, подписанному по итогам Второй Карабахской войны, село Мюшкапат перешло под контроль Российских миротворческих сил. После окончания войны все жители села вернулись в него.
В результате боевых действий в сентябре 2023 года Азербайджан восстановил свой контроль над селом.

## Сельское хозяйство
Колхоз был создан в селе в 1930-х годах. В 1951 году объединился с колхозом села Кендхурд и стал колхозом имени Свердловилова. После сокращения в 1988 году они стали отдельными колхозами. Коллективное хозяйство достигло высоких экономических показателей при председателе (1970—1988) Шахмураде Григоряне, когда в колхозе было 800 голов крупного рогатого скота, 800 га посевных угодий, 1000 тонн винограда, было 45 га садов, 35 га груш и яблок и типичный животноводческий комплекс. Были построены новый родник и дорога от шоссе к селу, отремонтирована школа, установлен памятник в память о погибших в Великой Отечественной войне, а население составило 420 человек.

## Образование
В 1890 г. в селе была открыта церковно-приходская школа с 20 учениками, которых обучал один учитель, но она была закрыта в 1896 году, и вновь открыта в 1907 году, где уже было 32 ученика. В конце 1930-х школа стала семилетней, в 1960-х — восьмилетней, а с 1985 — средней школой. В 1950-51 годах в школе обучалось 142 ученика, в 1963-64 годах — 130, в 1970-71 годах — 100 учеников.
Здание школы было построено в 1981 году: двухэтажный учебный корпус с пристроенным к нему спортивным залом и мастерской. Она был отремонтирована в 2005 году благодаря «Детской миссии» (арм. Մանկության առաքելություն) армяно-французской организации. В 2002 году школе было присвоено имя односельчанина Баграта Улубабяна.
В 2019 году в Мюшкапате был создан образовательный фонд «Эс» (арм. Ես), целью которого являлось предотвращение эмиграции молодёжи из села. По состоянию на 2019 год в программе участвовало более 80 студентов из 5 сообществ, изучающих программирование, робототехнику и дизайн.

## Памятники истории и культуры

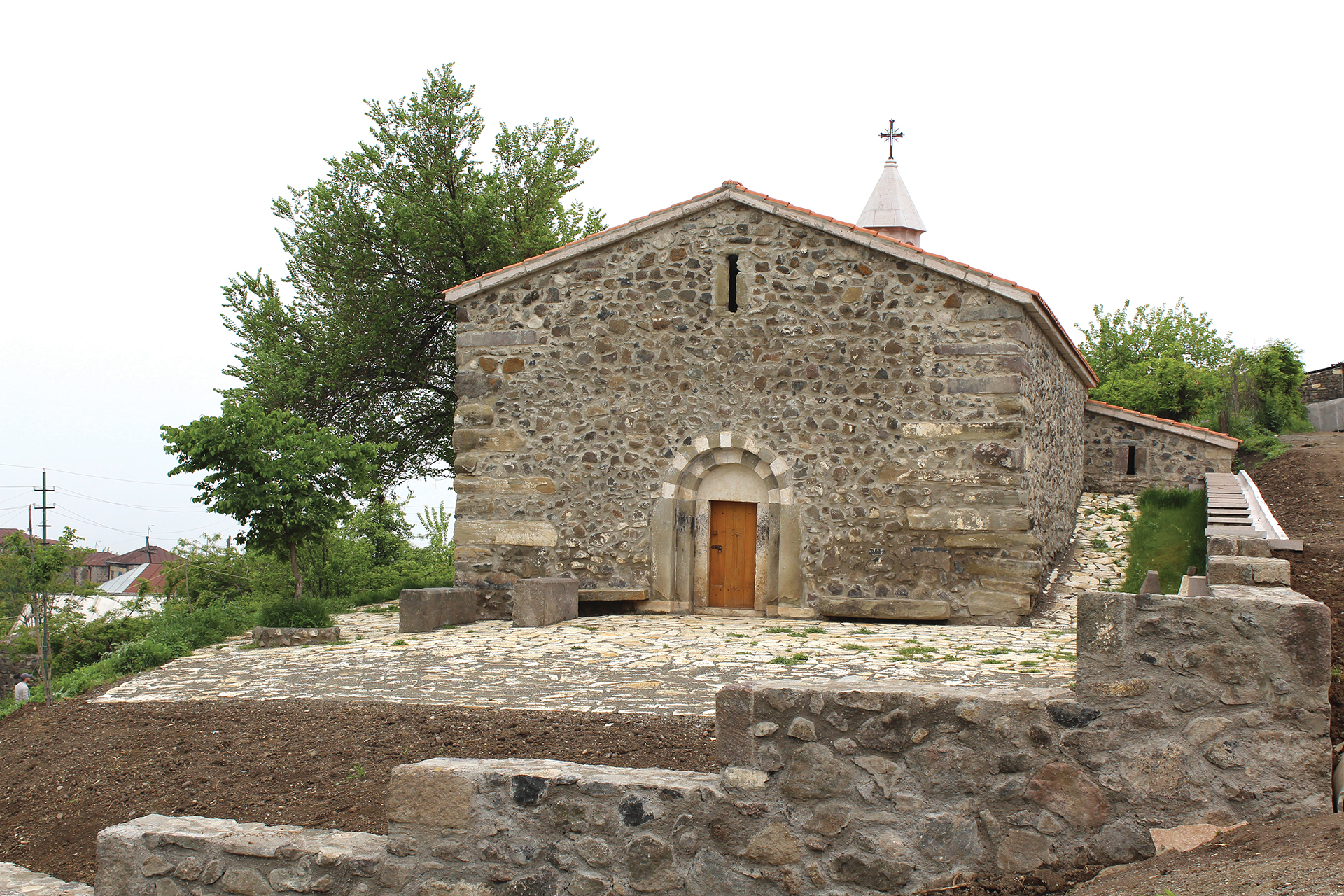
Церковь Пресвятой Богородицы

Объекты исторического наследия в селе и его окрестностях включают церковь Сурб Аствацацин XVII—XVIII вв. (арм. Սուրբ Աստվածածին, букв. «Святая Богородица») и кладбище XIX века. Кроме этого, в селе находятся святилища «Тонунц оджах» (арм. Տոնունց օջախ — «домашний очаг»), «Цртхачин ял» (арм. Ծրտխաչին յալ — «толстый крест»), «Кмхачин так» (арм. Քմխաչին տակ — «крест-меч»), в последний при строительстве дороги в 1975 году односельчанин Алёша Мусаелян положил хачкар.
По свидетельству архиепископа Саркиса Джалалянца в селе рядом с церковью в южной части находится часовня имени Вардана Зоравана (арм. Վարդան զորավարի), которая была одним из самых известных мест паломничества в магале Варанда. Позже, в XIII веке, рядом с часовней была построена церковь Св. Аствацацина, а по мнению некоторых авторов, церковь Св. Иоанна.
Надпись на хачкаре Дрнкали (арм. Դռնկալի քարե), которого больше нет, подтверждает, что в XVIII веке Мелик Еган восстановил разрушенную церковь.
В 2015—2017 годах односельчанин, меценат из Москвы Андрей Мартиросов на средства правительства непризнанной НКР, благотворительного фонда «Возрождение восточного исторического наследия» тоже отремонтировал церковь.
В память о жертвах Великой Отечественной войны в 1970 году на средства сельчан в селе был построен памятник, в 2003 году был построен памятник, посвященный погибшим в Первой Карабахской войне, рядом с памятниками находится музей, посвященный Великой Отечественной и Карабахской войнам.
В селе сохранились старые жилища, называемые «карадом», их обнаружили в 2013 году при проведении сельскохозяйственных работ.

### Мосты
В Мюшкапате три моста, первый построен через реку Хонашен в 1985 году (цементный). Следующий мост находится в 100 м от него на дороге, ведущей в село, построен в 1967-68 гг. (цементно-каменный), а другой — каменный мост в 150 м. к западу от него, построенный в 1915 г. на средства односельчан, проживавших в Баку. Вместе с каменным мостом построена бывшая каменная дорога села, длина которой составляет 4,15 км.
Нынешняя дорога села была построена в конце 1960-х гг..

### Родники
В селе и его окрестностях много холодных источников.

## Население
По данным Национального архива Армении, бо́льшую часть населения села составляли армяне, имело такую картину до 1921 года:
| Год       | 1832-1833 | 1841 | 1873 | 1885 | 1897 | 1917 | 1921 | 2005 | 2008 | 2009 | 2010 | 2015 | 2020 |
| --------- | --------- | ---- | ---- | ---- | ---- | ---- | ---- | ---- | ---- | ---- | ---- | ---- | ---- |
| Население | 152       | 125  | 469  | 706  | 762  | 1361 | 1002 | 351  | 374  | 363  | 368  | 372  | 350  |

## Известные люди
- Баграт Улубабян (1925—2001) — доктор исторических наук, прозаик, переводчик, драматург, известный, в первую очередь, своими трудами по истории Нагорного Карабаха.
- Улубабян Григорий Микаэлович — «лучший учитель Нагорного Карабаха XX века», начальник областного управления образования (1950-е годы)
- Завен Адамян — окончивший духовную семинария «Геворгян» в Эчмиадзине, работал священником и учителем в селе (1920-30-е годы).
- Адамян Завик Суренович — доктор медицинских наук, живёт в Москве (сын Завена Адамяна).
- Улубабян Армо Лерненц — писатель, автор книги «Немеркнущие звезды»[23].
- Дадалян Атанес Бабанович — «лучший учитель Нагорного Карабаха XX века», работал в 1940-60-х годах в ряде школ Мартунинского района директором, заместителем директора.
- Аванесян Саша Аршавирович — «Заслуженный учитель», работал в средней школе Мюшкапата заместителем директора, директором, учителем математики.
- Даниелян (Микаелян) Марине Арменовна — кандидат психологических наук, работает в ЕГУ.
- Саргсян Нарине Суриковна — кандидат физико-математических наук, работала в бывшем государственном университете непризнанной бывшей НКР.
- Арустамян Шура Аветисович[24] — кандидат сельскохозяйственных наук
- Ашот Ованисян — командир партизанского отряда Грабчака, участвовал в освобождении Чехословакии от фашистских захватчиков и был удостоен звания почетного гражданина двух городов.